# Goldener Löffel

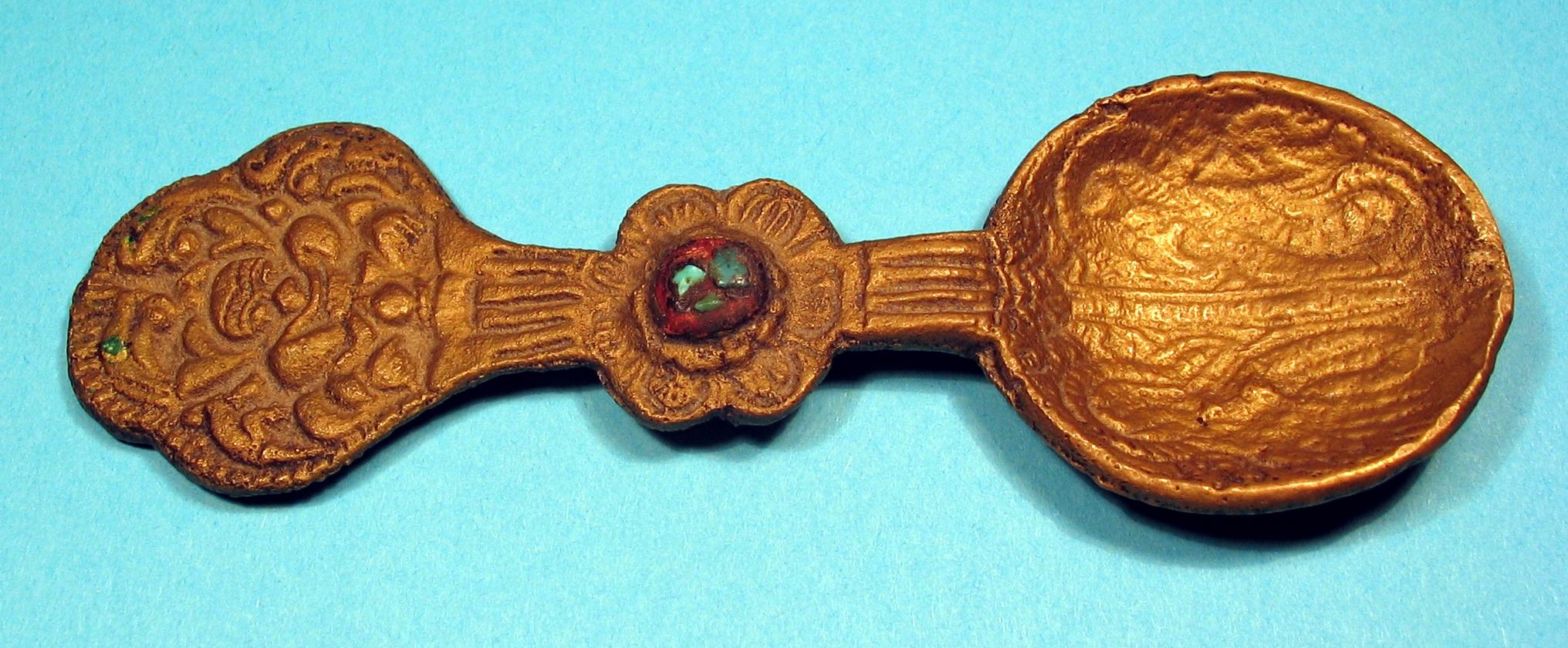
Goldener Löffel

Ein goldener Löffel ist außerordentlich kostbar und ist nicht einmal bei Staatsbanketten die Regel. Heute werden Goldlöffel nur noch selten und als Einzelstücke in besonderen Besteck-Manufakturen gefertigt. Bekannt ist Robbe & Berking, auch in Solingen gibt es noch Vergolder. Als Antiquitäten sind sie in Auktionen begehrt.
Der Verkaufspreis setzt sich aus den Material- und Herstellungskosten (Handarbeit des Goldschmiedes und der Gewinnspanne) zusammen. Ein Suppenlöffel wiegt etwa 50 g, ein Teelöffel etwa 30 g – das entspricht einem reinen Goldwert von 300 € für den Suppenlöffel und 180 € für den Teelöffel (2006, 8 Karat, entspricht 333 ‰ Goldanteil).
Die meisten „Goldlöffel“ sind aber aus Silber und nur die Oberfläche ist vergoldet. Die Goldauflage beträgt beispielsweise bei Robbe & Berking 2,15 Mikrometer; ein vergoldeter Menuelöffel hat so eine Goldauflage von 0,35 Gramm und kostet etwas über 100 Euro (2006). Von anderen Herstellern gibt es auch billigere Ausführungen aus Stahl mit massiver Goldauflage.

## Sprichwort
„Mit einem goldenen Löffel im Munde geboren sein“ meint als absprechende Redensart, als Kind reicher Eltern zur Welt gekommen zu sein, also bereits „alles in die Wiege gelegt bekommen haben“. Damit wird verbunden, dass der/die Betroffene (a) beste Voraussetzungen für ein zufriedenes erfolgreiches Leben hat, und/oder (b) selbst nichts mehr dafür leisten muss.